# ユタ映画批評家協会賞 (2019年)
18th UFCA Awards

作品賞: 

『 パラサイト 半地下の家族 』
第18回ユタ映画批評家協会賞（だい18かいユタえいがひひょうかきょうかいしょう）は2019年の映画を対象としており、2019年12月22日に受賞者が発表された。

## 受賞一覧

### 作品賞
- 受賞 - 『パラサイト 半地下の家族』
  - 次点 - 『ワンス・アポン・ア・タイム・イン・ハリウッド』

### 監督賞
- 受賞 - サム・メンデス - 『1917 命をかけた伝令』
  - 次点 - クエンティン・タランティーノ - 『ワンス・アポン・ア・タイム・イン・ハリウッド』

### 主演男優賞
- 受賞 - アダム・ドライバー - 『マリッジ・ストーリー』
  - 次点 - ホアキン・フェニックス - 『ジョーカー』

### 主演女優賞
- 受賞 - スカーレット・ヨハンソン - 『マリッジ・ストーリー』
  - 次点 - ルピタ・ニョンゴ - 『アス』

### 助演男優賞
- 受賞 - ジョー・ペシ - 『アイリッシュマン』
  - 次点 - ウィレム・デフォー - 『The Lighthouse』

### 助演女優賞
- 受賞 - フローレンス・ピュー - 『ストーリー・オブ・マイライフ/わたしの若草物語』
  - 次点 - レベッカ・ファーガソン - 『ドクター・スリープ』

### ヴィンス/マーティン賞
- 受賞 - ロバート・ダウニー・Jr - 『アベンジャーズ/エンドゲーム』
- 受賞 - ルピタ・ニョンゴ - 『アス』

### オリジナル脚本賞
- 受賞 - ポン・ジュノ、ハン・ジンウォン - 『パラサイト 半地下の家族』
  - 次点 - ライアン・ジョンソン - 『ナイブズ・アウト/名探偵と刃の館の秘密』

### 脚色賞
- 受賞 - グレタ・ガーウィグ - 『ストーリー・オブ・マイライフ/わたしの若草物語』
  - 次点 - タイカ・ワイティティ - 『ジョジョ・ラビット』

### 撮影賞
- 受賞 - ロジャー・ディーキンス - 『1917 命をかけた伝令』
  - 次点 - ジェアリン・ブラシュケ - 『The Lighthouse』

### 作曲賞
- 受賞 - マット・モートン - 『アポロ11 完全版』
  - 次点 - ダン・レヴィ - 『失くした体』

### 編集賞
- 受賞 - トッド・ダグラス・ミラー - 『アポロ11 完全版』
  - 次点 - マイケル・マカスカー、アンドリュー・バックランド、ダーク・ウェスターヴェルト  - 『フォードvsフェラーリ』

### アニメーション映画賞
- 受賞 - 『失くした体』
  - 次点 - 『トイ・ストーリー4』、『ヒックとドラゴン 聖地への冒険』

### 外国語映画賞
- 受賞 ― 『パラサイト 半地下の家族』 韓国
  - 次点 - 『燃ゆる女の肖像』 フランス

### ドキュメンタリー映画賞
- 受賞 ― 『アポロ11 完全版』
  - 次点 - 『Hail Satan?』